# Primi ministri della Mauritania
I primi ministri della Mauritania dal 1960 (data di indipendenza dalla Francia) ad oggi sono i seguenti.

## Lista
| Primo ministro                    | Primo ministro | Primo ministro                       | Partito                                         | Mandato          | Mandato          |
| Primo ministro                    | Primo ministro | Primo ministro                       | Partito                                         | Inizio           | Fine             |
| --------------------------------- | -------------- | ------------------------------------ | ----------------------------------------------- | ---------------- | ---------------- |
|                                   |                | Moktar Ould Daddah                   | UPM - PRM - PPM                                 | 28 novembre 1960 | 20 agosto 1961   |
| Carica abolita (dal 1961 al 1979) |                |                                      |                                                 |                  |                  |
|                                   |                | Ahmed Ould Bouceif                   | Militare                                        | 6 aprile 1979    | 27 maggio 1979   |
|                                   |                | Mohamed Khouna Ould Haidalla         | Militare                                        | 31 maggio 1979   | 12 dicembre 1980 |
|                                   |                | Sid Ahmed Ould Bneijara              | Indipendente                                    | 12 dicembre 1980 | 25 aprile 1981   |
|                                   |                | Maaouya Ould Sid'Ahmed Taya          | Militare                                        | 25 aprile 1981   | 8 marzo 1984     |
|                                   |                | Mohamed Khouna Ould Haidalla         | Militare                                        | 8 marzo 1984     | 12 dicembre 1984 |
| Carica abolita (dal 1984 al 1992) |                |                                      |                                                 |                  |                  |
|                                   |                | Sidi Mohamed Ould Boubacar           | Partito Repubblicano Democratico e Sociale      | 18 aprile 1992   | 2 gennaio 1996   |
|                                   |                | Cheikh El Avia Ould Mohamed Khouna   | Partito Repubblicano Democratico e Sociale      | 2 gennaio 1996   | 18 dicembre 1997 |
|                                   |                | Mohamed Lemine Ould Guig             | Partito Repubblicano Democratico e Sociale      | 18 dicembre 1997 | 16 novembre 1998 |
|                                   |                | Cheikh El Avia Ould Mohamed Khouna   | Partito Repubblicano Democratico e Sociale      | 16 novembre 1998 | 6 luglio 2003    |
|                                   |                | Sghair Ould M'Bareck                 | Partito Repubblicano Democratico e Sociale      | 6 luglio 2003    | 7 agosto 2005    |
|                                   |                | Sidi Mohamed Ould Boubacar           | Partito Repubblicano Democratico e Sociale      | 7 agosto 2005    | 20 aprile 2007   |
|                                   |                | Zeine Ould Zeidane                   | Indipendente                                    | 20 aprile 2007   | 6 maggio 2008    |
|                                   |                | Yahya Ould Ahmed El Waghef           | Patto Nazionale per la Democrazia e lo Sviluppo | 6 maggio 2008    | 6 agosto 2008    |
|                                   |                | Mohamed Ould Abdel Aziz (ad interim) | Militare                                        | 6 agosto 2008    | 14 agosto 2008   |
|                                   |                | Yahya Ould Hademine                  | UPR                                             | 20 agosto 2014   | 4 agosto 2019    |
|                                   |                | Ismail Ould Bedde Ould Cheikh Sidiya | Unione per la Repubblica (Mauritania)           | 5 agosto 2019    | 6 agosto 2020    |
|                                   |                | Mohamed Ould Bilal                   | Parti de l'équité                               | 6 agosto 2020    | 2 agosto 2024    |
|                                   |                | Moctar Ould Diay                     | Parti de l'équité                               | 2 agosto 2024    | in carica        |